# 埃德温·贝利·埃利奥特
埃德温·贝利·埃利奥特（Edwin Bailey Elliott）皇家学会院士（1851年6月1日—1937年7月21日，生于并卒于英国牛津）致力于研究不变量理论的数学家。1891年，他当选为皇家学会研究员。1913年，他编写过一本关于不变量理论的书。

## 出版物
- Elliott, Edwin Bailey,  2nd, Oxford. Clarendon Press, 1913 [1895], JFM 26.0135.01